# Ejército de la Mancomunidad Filipina
El Ejército de la Mancomunidad de Filipinas o Ejército Mancomunitario de las Filipinas (Inglés: : Philippine Commonwealth Army (PCA), Commonwealth Army of the Philippines (CAP) Filipino: Hukbong Katihan ng Komonwelt ng Pilipinas (HKKP), Hukbong Katihan ng Malasariling Pamahalaan ng Pilipinas (HKMPP)) fue la principal fuerza terrestre de las Fuerzas Armadas de Filipinas (AFP) (1935-1946), bajo el control de las Fuerzas del Ejército de Estados Unidos en el Lejano Oriente (USAFFE) (1941-1946). Tras la entrada de Estados Unidos en la Guerra Mundial II y tras la ocupación de Filipinas por los japoneses las unidades militares supervivientes en las Filipinas fueron parte de las Fuerzas Armadas Estadounidenses en el Norte de Luzón (USAFIP-NL) (1942-1946).
Fue fundada el 21 de diciembre de 1935 en el cuartel general en Manila. Durante la ocupación japonesa en la Segunda Guerra Mundial (1942-1945) los remanentes del Ejército Mancomunitario auxilió a las tropas locales de la Policía de Filipinas, unidades guerrilleras y fuerzas de liberación de EEUU contra las tropas japonesas.
Los comandantes generales del Ejército de la Mancomunidad Filipina incluyeron al Mayor General José J. Delos Reyes (enero-mayo 1936), el Mayor General Paulino Santos (de mayo a diciembre de 1936), el General de División Basilio J. Valdez (1939-1945) y el Mayor General Rafael Jalandoni (1945-1946). El comandante en jefe de las Fuerzas Armadas de las Filipinas bajo el Ejército de la Mancomunidad de Filipinas era el presidente de Filipinas, entre los cuales figuraron Manuel Luis Quezón (1935-1944), Sergio Osmeña (1944-1946) y Manuel Roxas (1946). El general estadounidense Douglas MacArthur fue comandante de las Fuerzas Armadas de Estados Unidos en el Lejano Oriente (USAFFE) y así mismo se convirtió en mariscal de campo del Ejército de la Mancomunidad Filipina.
- Datos: Q18129370
- Multimedia: Philippine Commonwealth Army / Q18129370